# 森川次朗
森川 次朗（もりかわ じろう、1975年3月16日 - ）は、日本の俳優、ダンサー、振付家、演出家である。身長170cm、体重61kg。血液型はO型。
日本芸術専門学校 講師。

## 人物
- 大阪府出身。趣味はツーリング。
- 2004年3月31日付で事務所を株式会社アミューズから（有）ヒップカンパニーに移籍。フリーランスを経て株式会社パシフィック・カンパニー所属。のち2019年4月よりフリーランス。
- 俳優やダンサーとしてだけでなく演出・振付家としてもマルチに活動している。都内や地方数箇所でダンスレッスンの講師もしている。
- 近年アウトドア志向が強まっているらしく、夢は「キャンピングカーを買うこと」と語る。

## 出演

### メディア
- 武富士CM（1998年）
- NHK教育「うたっておどろんぱ！」（2001年〜2006年） - じろー役
- PUFFYプロモーションビデオ（2002年）
- NTV開局50年記念ドラマスペシャル「天国のダイスケへ〜箱根駅伝が結んだ絆〜」（2003年）
- Kimeruプロモーションビデオ「Be shiny」振付・演出（2004年）
- 高砂殿CM「踊る花嫁編」（2004年）
- CX系 金曜エンタテイメント「ハマの静香は事件がお好き2」（2004年）
- TV朝日 土曜ワイド劇場「殺人被害者の妻」（2004年）
- PUSHIM プロモーションビデオ「RAINBOW」(2008)
- CM武富士（振付・出演）（2012年）
- メ〜テレ「ゆめクリワールド」（振付・出演）（2015年）
- NHK「ある日、アヒルバス」（2015年） - ブーメラン長男役

### 舞台
- ホリプロ＆劇団☆新幹線「西遊記」（1999-2000年、出演）
- ミュージカル テニスの王子様（荒井）（2003年、出演）
- 4 Flags公演「Every Breath You Take」（2004年、振付）
- ミュージカル「Rock'n Jam Musical」（2004・2005年、出演）
- ミュージカル「森は生きている」（2005・2006年、出演）
- Blue Shuttleプロデュース公演「Switch!」（2005年、出演）
- ミュージカル Rock'n Jam MusicalⅡ」（2006年、出演）
- 音楽座ミュージカル／Rカンパニー「リトルプリンス」（ヘビ役）（2006・2007年、出演）
- ナノスクエア公演「巌流島GANG」（2007年、出演・演出・振付）
- 新国立劇場「夏の夜の夢」（演出/ジョン・ケアード）（2007年）
- 「ラスト・シーン」（演出/友澤晃一）（2008年）
- ナノスクエア公演「in fantasioso」（演出・出演）（2009年）
- 新国立劇場「夏の夜の夢」（演出/ジョン・ケアード）（2009年）
- ダイヤモンドドッグス「SAMBAナイト」劇中劇提供（演出・脚本）（2009年）
- ミュージカル「テニスの王子様」振付助手(2008〜2010年)
- 新国立劇場 オペラ「軍人たち」(作曲/ツィマーマン、演出/ウィリー・デッカー）（2008年）
- 朗読劇＋ダンス「セトとハトホル　手紙の宛名」（脚本・演出・振付）(2011年)
- 音楽劇 シアワセはありますか（振付）（2013年）
- BAILA BAILA MUSICAL（構成・演出）（2013年）
- BAM!!（ヒカリエホール提携・脚本・演出）（2014年）
- cleanero special live 2014 〜Set to ZERO〜（ダンサーコーディネート）（2014年）
- 劇団山本屋「あまもり」（2014年）
- SONG OF SOULS 〜慶長幻魔戦記〜（2014年）
- 劇団少年社中「リチャード三世」（振付・出演）（2015年）
- 最遊記歌劇伝〜Burial〜（振付・出演） （2015年）
- 最遊記歌劇伝 〜Reload〜（振付）（2015年）

- 劇団fool（振付）（2013年〜）
- 劇団少年社中（振付）（2010年〜）
- 劇団スーパーグラップラー（振付（2004年〜）
- 劇団シアターキューブリック（振付）（2001年〜）

### ダンス
- ローラン・プティ振付×牧阿佐美バレヱ団 「ピンク・フロイド・バレエ」（2004年）
- SLAVE 2004（2004年）
- 上島雪夫ダンスワークス「カメレオンマン」日本・ドイツツアー（2004年）
- 広崎うらん レヴォリューションダンスパフォーマンス「ランデヴー」（2005年）
- 新生☆MOVEMENT SOL VOGUE「Jeanne」（王太子シャルル役・ゲスト）（2005年）
- タラ・レバ スタイル10+ メンバー（2004年〜）
- シアター21・フェス vol.60「（有）森川ねじ」（観客賞受賞）（2006年）
- シアター21・フェス vol.63「（有）森川ねじ」再演（2006年）
- シアター21・フェス ステップアップ「ワレワレワ」（2007年）
- 「タラ・レバ　スタイルdeluxe」（青山円形劇場 提携公演）（2007年）
- 「Dance Symphony」（振付・演出/新上裕也）（2007年）
- 「visible?」（振付・演出）（2008年）
- 「ダンスシンフォニー2010」（荻田浩一演出）（2010年）
- ダイワハウス「ルナ・レガーロ」（2010年）
- 森川次朗＋穴井豪「BORDER　〜Slice Life〜」（構成・演出）（2011年）
- BEATNIK STUDIO「メタモルフォーゼ」(2011年)
- 兵庫県立美術館主催・Dance at Museum「Longway to long」（2011年）
- 兵庫県立美術館アートフュージョン「DAY SPREAD」（2012年）
- BEATNIK STUDIO「ONE STEP BEYOND」（構成・演出・出演）（2012年）
- ドリアン・グレイ（演出マシュー・ボーン）（2013年）
- ダンスシンフォニー2013 〜Beautiful〜（2013年）

### その他
- 教育出版（株）平成17年度版 生活科教科書（2004年、振付・出演）
- コロムビアミュージックエンタテインメント 運動会用CD（2005年、振付）